# سلفادور مولينا
سلفادور مولينا (بالفرنسية: Salvador Molina)‏ (و. 1914 – 1982 م) هو راكب دراجة هوائية إسباني، توفي عن عمر يناهز 68 عاماً.

## روابط خارجية
- سلفادور مولينا على موقع أرشيف الدراجات (الإنجليزية)
- سلفادور مولينا على موقع إحصائيات الدراجات الإحترافية (الإنجليزية)
- سلفادور مولينا على موقع CycleBase (الإنجليزية)